# جبل آدمز (نيويورك)
جبل آدمز، جبل يقع في مقاطعة إيسيكس بنيويورك. ويقع على قمة الجبل محطة جبل آدمز لمراقبة الحرائق والتي أُضيفت إلى السجل الوطني للأماكن التاريخية في عام 2006.